# Culpa tuya
Culpa tuya es una película española de romance y acción (para mayores de 16 años) juvenil de 2024, dirigida por Domingo González, quien la coescribió con Sofía Cuenca, basada en la novela homónima de Mercedes Ron. Es la secuela de la película de 2023 Culpa mía y la segunda entrega de la trilogía cinematográfica de Culpables. Se estrenó en Prime Video el 27 de diciembre de 2024.

## Sinopsis
El amor entre Noah y Nick parece inquebrantable, a pesar de las maniobras de sus padres por separarlos. Pero el trabajo de él y la entrada de ella en la universidad, abre sus vidas a nuevas relaciones. La aparición de una exnovia que busca venganza y de la madre de Nick con intenciones poco claras, removerán los cimientos no solo de su relación, sino de la propia familia Leister. Cuando tantas personas están dispuestas a destruir una relación, ni ellos mismos saben si puede acabar bien.

## Reparto
- Nicole Wallace como Noah Morán
- Gabriel Guevara como Nick Leister
- Marta Hazas como Rafaella Leister
- Iván Sánchez como William Leister
- Eva Ruíz como Jenna
- Víctor Varona como Lion
- Gabriela Andrada como Sofía Zavala
- Álex Béjar como Briar
- Goya Toledo como Anabel
- Javier Morgade como Michael
- Noah Casas como Maggie
- Jaime Ordóñez como Esteban
- Sergi Mateu como Andrew Leister
- Felipe Londoño como Luca
- Fran Berenguer como Ronnie

## Producción
Tras el éxito internacional de la primera parte de la película, la plataforma Amazon Prime Video anunció la producción de dos secuelas para la realización de una trilogía, cada una basada en uno de los libros de Mercedes Ron.
Para la segunda parte, regresan los protagonistas Nicole Wallace (Noah) y Gabriel Guevara (Nick), además de Marta Hazas, Iván Sánchez, Víctor Varona y Eva Ruíz. También se incorporan al reparto Goya Toledo, que interpretará a Anabel; Gabriela Andrada como Sofía; Álex Béjar como Briar; Javier Morgade como Michael; y Felipe Londoño como Luca.

## Estreno
En octubre de 2024, Prime Video anunció el estreno de Culpa tuya en su plataforma para el 27 de diciembre de 2024. Antes de su estreno, se realizó una premier mundial en el Palacio Vistalegre de Madrid el 18 de diciembre de 2024.